# Póvoa de Atalaia e Atalaia do Campo
Póvoa de Atalaia e Atalaia do Campo (oficialmente: União das Freguesias de Póvoa de Atalaia e Atalaia do Campo) é uma freguesia portuguesa do município do Fundão, com 24,18 km² de área e 1039 habitantes (censo de 2021). A sua densidade populacional é 43 hab./km².

## História
Foi constituída em 2013, no âmbito de uma reforma administrativa nacional, pela agregação das antigas freguesias de Póvoa de Atalaia e Atalaia do Campo e tem a sede em Póvoa de Atalaia.

## Demografia
A população registada nos censos foi:
| Distribuição da População por Grupos Etários | Distribuição da População por Grupos Etários | Distribuição da População por Grupos Etários | Distribuição da População por Grupos Etários | Distribuição da População por Grupos Etários | Distribuição da População por Grupos Etários |
| -------------------------------------------- | -------------------------------------------- | -------------------------------------------- | -------------------------------------------- | -------------------------------------------- | -------------------------------------------- |
| Antes da agregação                           |                                              |                                              |                                              |                                              |                                              |
| Ano                                          | 0-14 anos                                    | 15-24 anos                                   | 25-64 anos                                   | >= 65 anos                                   | Total                                        |
| 2001                                         | 155                                          | 157                                          | 642                                          | 482                                          | 1436                                         |
| 2011                                         | 84                                           | 104                                          | 509                                          | 491                                          | 1188                                         |
| Após a agregação                             |                                              |                                              |                                              |                                              |                                              |
| Ano                                          | 0-14 anos                                    | 15-24 anos                                   | 25-64 anos                                   | >= 65 anos                                   | Total                                        |
| 2021                                         | 93                                           | 58                                           | 461                                          | 427                                          | 1039                                         |